# آنتونی پترسون
آنتونی پترسون (انگلیسی: Anthony Patterson؛ زادهٔ ۱۰ مهٔ ۲۰۰۰) بازیکن فوتبال است که در حال حاضر برای ساندرلند در پست دروازه‌بان بازی می‌کند.
وی همچنین در تیم ملی فوتبال زیر ۲۱ سال انگلستان بازی کرده است.

## دوران باشگاهی
پترسون در طول فصل ۲۰۱۹–۲۰۱۸ روی نیمکت نشست و در ژوئیهٔ ۲۰۱۹ قرارداد امضا کرد. او نخستین بازی رسمی خود برای تیم اول را در ۱۰ نوامبر ۲۰۲۰ انجام داد، در جریان شکست ۲–۱ مقابل فلیتوود تاون در مرحله گروهی جام اتحادیه فوتبال انگلیس. او در فصل ۲۰۲۲–۲۰۲۱ یک بار دیگر نیز به میدان رفت و با توجه به عملکرد تأثیرگذارش، سرمربی لی جانسون، پترسون در ژوئن ۲۰۲۱ قرارداد جدیدی به مدت دو سال با امکان تمدید برای یک سال دیگر امضا کرد. مدیر ورزشی، کریستیان اسپیکمن گفت که اکنون پترسون را «به‌عنوان یکی از اعضای تیم اول»، در کنار لی برگ به‌عنوان تنها دروازه‌بان باتجربهٔ دیگر در ورزشگاه آف لایت در نظر می‌گیرد.

### نوتس کانتی (قرضی)
در سپتامبر ۲۰۲۱، پترسون به‌صورت قرضی به نوتس کانتی پیوست تا پایان اکتبر، پس از آنکه ساندرلند در روز پایانی نقل‌وانتقالات رون-توربن هوفمان را به‌صورت قرضی از بایرن مونیخ به خدمت گرفت.

### بازگشت به ساندرلند
قرارداد قرضی او تا پایان ژانویه تمدید شد. با این حال، لی جانسون این دروازه‌بان را به دلیل مصدومیت لی برژ، دروازه‌بان دوم ساندرلند، فراخواند. در ۳۱ دسامبر، لی جانسون پترسون را تا پایان فصل دوباره به نوتس کانتی فرستاد. در ۷ ژانویه، پترسون دوباره از نوتس کانتی فراخوانده شد، با این احتمال که قرارداد قرضی در ادامهٔ پنجره نقل‌وانتقالات از سر گرفته شود. پترسون در نیم‌فصل دوم، خود را به‌عنوان دروازه‌بان اصلی ساندرلند تثبیت کرد و در مرحلهٔ پلی‌آف موفق تیم حضور داشت، جایی که آن‌ها وایکام واندررز را با نتیجهٔ ۲–۰ در فینال شکست دادند.
پترسون در ژوئن ۲۰۲۲ قرارداد بلندمدتی با باشگاه امضا کرد که او را تا سال ۲۰۲۶ در تیم نگه می‌دارد.

## دوران ملی
در ۱۰ ژوئن ۲۰۲۳، پترسون نخستین بازی خود را برای تیم زیر ۲۱ سال انگلستان به‌عنوان بازیکن تعویضی در نیمهٔ دوم، در جریان شکست ۲–۰ برابر ژاپن در مرکز ملی فوتبال سنت جورج انجام داد.